# ادخارد سورخلوس
ادخارد سورخلوس (انگلیسی: Edgard Sorgeloos; ۱۴ دسامبر ۱۹۳۰ – ۱۲ نوامبر ۲۰۱۶) دوچرخه‌سوار اهل بلژیک بود.